# Новотроїцьке (Константиновський район)
Новотроїцьке (рос. Новотроицкое) — село у Константиновському районі Амурської області Російської Федерації. Розташоване на території українського історичного та етнічного краю Зелений Клин.
Входить до складу муніципального утворення Новотроїцька сільрада. Населення становить 457 осіб (2018).

## Історія
З 25 січня 1944 року підпорядковане Константиновському районі. З 20 жовтня 1932 року входить до складу новоутвореної Амурської області.
З 1 січня 2006 року входить до складу муніципального утворення Новотроїцька сільрада.

## Населення
| 2002 | 2010 | 2012 | 2013 | 2014 | 2015 | 2016 |
| ---- | ---- | ---- | ---- | ---- | ---- | ---- |
| 529  | ↘483 | ↘476 | ↗477 | ↘466 | ↗475 | ↘446 |
| 2017 | 2018 |      |      |      |      |      |
| ↗454 | ↗457 |      |      |      |      |      |